# Doom (série de jogos)
Doom (estilizado como DooM, e posteriormente DOOM) é uma série de jogos eletrônicos de tiro em primeira pessoa criada por John Carmack, John Romero, Adrian Carmack, Kevin Cloud e Tom Hall, iniciada em 1993, sendo desenvolvida pela id Software e publicada por várias empresas ao longo dos anos. A série, que se passa em um universo distópico apocalíptico, gira em torno de um fuzileiro espacial sem nome que trabalha para a UAC (Union Aerospace Corporation), lutando contra hordas de demônios e mortos-vivos no submundo e na terra de uma invasão apocalíptica, a fim de sobreviver e posteriormente na história, salvar a humanidade do perigo.
O Doom original, de 1993, é considerado um dos jogos pioneiros de tiro em primeira pessoa, trazendo para computadores compatíveis com IBM recursos como gráficos 3D, espacialidade tridimensional, jogabilidade multijogador em rede e suporte para modificações criadas por jogadores por meio do formato Doom WAD. Desde o lançamento do primeiro jogo, a série já vendeu mais de 10 milhões de cópias em todo o mundo. A série rendeu diversas sequências, além adaptações para romances, histórias em quadrinhos, jogos de tabuleiro e filmes.

## Visão geral
Os jogos da série Doom são de tiro em primeira pessoa nos quais o jogador controla um fuzileiro espacial sem nome, comumente chamado de Doomguy; na série de 2016, o protagonista é referido como Doom Slayer ou apenas Slayer em edições posteriores. O jogador enfrenta as forças do Inferno, compostas por hordas de demônios e mortos-vivos. Geralmente, os jogos se passam em bases extensas em Marte ou suas luas, com algumas partes ocorrendo no Inferno. A série clássica dava pouca ênfase à narrativa, que era majoritariamente apresentada nos manuais e não nos jogos. Já os títulos mais recentes, especialmente a série de 2016, apresentam um foco maior na narrativa.
O jogo original apresentava oito armas, projetadas para que nenhuma se tornasse obsoleta após a obtenção de outra. Com o jogador carregando todas as armas simultaneamente, era possível adotar a estratégia de "troca de armas rápida" alternando entre elas conforme a situação. Fora das mecânicas de combate, os níveis de Doom frequentemente incluíam labirintos, cartões-chave coloridos e áreas secretas. Como o gênero ainda estava em sua infância nos anos 1990, o jogador não podia pular ou olhar para cima e para baixo na série clássica devido a limitações técnicas. No entanto, havia algum nível limitado de plataforma, já que os jogadores podiam correr para atravessar lacunas usando o impulso para alcançar o destino. Esses recursos foram adicionados em títulos mais recentes, com a série de 2016, em particular, enfatizando fortemente a jogabilidade de plataforma.

## Desenvolvimento e história
O desenvolvimento do Doom original começou em 1992, quando John Carmack criou um novo motor gráfico, o Doom engine, enquanto o restante da equipe da id Software finalizava o prelúdio de Wolfenstein 3D, Spear of Destiny. O jogo foi lançado em formato episódico em 1993, com o primeiro episódio distribuído como shareware e outros dois disponíveis por pedido via correio. O primeiro episódio foi amplamente projetado por John Romero. O título alcançou enorme popularidade, com a versão completa vendendo um milhão de cópias. O termo "clone de Doom" tornou-se sinônimo do novo gênero, agora conhecido como first-person shooter, por vários anos.
Doom II: Hell on Earth foi lançado em 1994 em formato comercial. Apenas pequenas mudanças técnicas foram implementadas; o jogo introduziu novos inimigos, a arma "Super Shotgun" e níveis mais complexos. Em 1995, o jogo recebeu uma expansão intitulada Master Levels for Doom II, que adicionou 20 níveis extras. Um quarto episódio foi adicionado ao jogo original na reedição de 1995. Mais tarde no mesmo ano, a id Software concentrou-se no desenvolvimento da nova série Quake, que seria trabalhada pela empresa ao longo do final da década de 1990.
A Midway Games desenvolveu Doom 64 sob a supervisão da id Software, lançado em 1997. O título utilizou um novo motor gráfico, com sprites maiores e texturas de maior qualidade. As mudanças técnicas possibilitaram maior flexibilidade no design dos níveis, como a capacidade de ajustar a geometria do mapa durante o jogo. A trilha sonora clássica de metal foi substituída por uma trilha mais ambiente e sombria, criando uma atmosfera única que influenciaria futuras entradas na franquia. A id não permitiu que o título fosse chamado de Doom 3, pois o nome estava reservado para um possível retorno à franquia após o desenvolvimento de Quake.

### Doom 3e quarto jogo cancelado (2000–2013)
O desenvolvimento conturbado de Quake resultou em mudanças significativas na equipe da id Software até o ano de 2000, com a saída de várias figuras-chave que haviam trabalhado no desenvolvimento de Doom. Entre essas figuras estava o designer original John Romero, demitido em 1996. Durante esse período, a empresa contratou o ex-modder de Doom Tim Willits. Em 2000, um novo jogo não relacionado a Doom estava sendo projetado, mas a equipe da id estava desmotivada com o projeto e tinha um forte desejo de refazer o original Doom. John Carmack, entre outros, anunciou internamente que estavam trabalhando em um novo jogo da franquia Doom e continuariam fazendo isso, a menos que a empresa os demitisse. Embora Paul Steed tenha sido demitido, o trabalho no jogo continuou.
O título foi revelado no final daquele ano como Doom 3. O design do jogo seria liderado por Willits. Usando o novo motor id Tech 4, várias melhorias técnicas foram feitas em relação à série clássica, permitindo maior realismo e interatividade. O jogo contou com dublagem e teve um foco maior na narrativa em comparação aos títulos anteriores. Uma demonstração do jogo foi exibida na E3 de 2002 e foi posteriormente vazada online, muito antes da data de lançamento de 2004. Na época, foi o primeiro título da franquia Doom em sete anos, ajudando a renovar o interesse pela série. Uma expansão, Doom 3: Resurrection of Evil, foi lançada em 2005. Diferente do jogo base, a expansão foi desenvolvida pela Nerve Software. Uma edição BFG de 2012 incluiu ambos os lançamentos anteriores com uma nova expansão chamada The Lost Mission. Uma versão de Doom 3: BFG Edition, chamada Doom 3: VR Edition, foi lançada em 29 de março de 2021 para o PlayStation 4 VR e PlayStation 5 via compatibilidade retroativa. Ela inclui todo o conteúdo da Doom 3: BFG Edition (a campanha principal, Resurrection of Evil e The Lost Mission), exceto o modo multiplayer.
Doom 4 entrou em desenvolvimento em meados dos anos 2000, com Rage, com o novo título de Doom inicialmente planejado como uma reformulação de Doom II. Indícios do jogo apareceram na QuakeCon de 2007, e ele foi oficialmente anunciado em 2008. A resposta ao material de prévia foi negativa, com fãs apelidando o projeto de "Call of Doom", devido a uma suposta semelhança com a franquia Call of Duty. Pete Hines, vice-presidente de marketing da Bethesda, afirmou posteriormente que "não era Doom o suficiente". Após Rage não alcançar o sucesso esperado, a publisher ZeniMax solicitou um reboot de Doom 4 e transferiu a equipe de Rage para o novo projeto. Essa versão foi construída com base no código de Rage e sofreu com disputas internas, especialmente entre os gerentes dos dois projetos. O jogo foi cancelado em 2013. John Carmack, um dos poucos veteranos remanescentes do desenvolvimento da série clássica ainda na id, deixou o estúdio em novembro daquele ano.
O período viu o lançamento de vários spin-offs para plataformas móveis, incluindo Doom RPG (2005), Doom II RPG (2009) e Doom Resurrection (2009). Além disso, a reedição de Doom II na Xbox Live Arcade em 2010 incluiu uma nova expansão intitulada No Rest for the Living, desenvolvida pela Nerve Software. A expansão foi estruturada de forma semelhante aos capítulos clássicos de Doom, com oito níveis principais e um nível secreto. Essa versão foi incluída na BFG Edition de Doom 3 em 2012.

### Revival (2013–presente)
Após o cancelamento do projeto Doom 4 em 2013, Willits afirmou que o próximo jogo da série Doom ainda era o foco da equipe. Hugo Martin foi contratado como diretor criativo naquele ano e se tornaria uma figura-chave na franquia revitalizada. O jogo foi anunciado como Doom em 2014 e lançado em 2016, recebendo recepção geralmente positiva, com a adição de uma mecânica de "glory kills" e manobras de plataforma como principais novidades de jogabilidade. O modo multiplayer do jogo recebeu três pequenos conteúdos para download ao longo do primeiro ano, que foram disponibilizados gratuitamente com a atualização 6.66 em 19 de julho de 2017.
A série de 2016 não foi originalmente descrita como uma continuação ou história de origem dos jogos anteriores; no entanto, detalhes da trama na sequência Doom Eternal e comentários de Hugo Martin posteriormente a classificaram como uma continuação da série clássica. A reedição de Doom 64 em 2020 incluiu uma expansão intitulada The Lost Levels, projetada para "conectar o 'velho' Doom ao 'novo' Doom".
O jogo apresenta uma campanha single-player e reutiliza inimigos e outros recursos do jogo de 2016. Este seria o último título de Doom sob a liderança de Willits, antes de sua saída em 2019. O ano de 2018 marcou o 25º aniversário da franquia, com o Doom Slayer sendo incluído como personagem jogável em Quake Champions, da id Software. Naquele mesmo ano, John Romero anunciou Sigil, um "quinto episódio" não oficial do jogo original de 1993. O episódio foi lançado gratuitamente no site de Romero em 2019, com uma versão paga que incluía uma trilha sonora do guitarrista Buckethead. Embora Sigil tenha sido desenvolvido de forma independente, a Bethesda adicionou o episódio aos ports de console de Doom como um patch gratuito em outubro, juntamente com os dois capítulos de Final Doom.
A próxima entrada principal da franquia, Doom Eternal, foi dirigida por Hugo Martin e lançada em 2020. O título teve um desempenho de vendas excelente, gerando US$ 450 milhões em receita no primeiro ano, o dobro da receita de lançamento do título anterior. Alguns comentaristas atribuíram esse sucesso ao momento do lançamento, que coincidiu com um aumento no interesse por jogos em todo o mundo devido às restrições de reuniões sociais durante a pandemia de COVID-19. O jogo foi desenvolvido no motor id Tech 7, que trouxe várias melhorias técnicas em relação ao id Tech 6 usado no título anterior. Uma expansão do jogo, The Ancient Gods, foi lançada em duas partes: a primeira em outubro de 2020 e a segunda em março de 2021.
Em agosto de 2021, John Romero confirmou que uma segunda expansão de Sigil, utilizando o motor de Doom II, estava em desenvolvimento. Em março de 2022, Romero lançou um novo nível para Doom II intitulado One Humanity. Os lucros desse nível foram doados como ajuda humanitária à Ucrânia durante a invasão russa. Este foi o primeiro nível de Doom II projetado por Romero desde 1994 e arrecadou 25 000 euros até 7 de março. Romero lançou Sigil II em 2023, recebendo aclamação da crítica. Assim como seu antecessor, a Id Software disponibilizou o capítulo gratuitamente através do menu de complementos das versões de console de Doom e Doom II. Um spin-off para plataformas móveis Android e iOS, Mighty Doom, foi desenvolvido pela Alpha Dog Games e lançado em março de 2023. No entanto, a Microsoft anunciou o fechamento da Alpha Dog em maio de 2024, resultando na descontinuação de Mighty Doom em agosto.
Em agosto de 2024, a id Software, em colaboração com a Nightdive Studios e a MachineGames, lançou Doom + Doom II, uma "reedição definitiva" de todos os jogos anteriores a Doom 64, incluindo Sigil e um novo pacote de expansão com 2 episódios intitulado Legacy of Rust. Essa nova versão apresenta inimigos e armas inéditos.
Em março de 2021, Hugo Martin discutiu possíveis direções para futuros títulos de Doom, mencionando ideias como viagens no tempo ou um jogo ambientado no intervalo entre Doom 64 e Doom (2016), quando o Doom Slayer "chegou pela primeira vez ao lugar dos Sentinelas, em um cenário quase medieval". Uma apresentação interna da ZeniMax, datada de 2020 e divulgada durante o caso FTC v. Microsoft em 2023, indicava que um jogo intitulado Doom: Year Zero, seguindo tal ideia do Slayer em tempos medievais, estava em desenvolvimento na época, com lançamento previsto para o ano fiscal de 2023. Conteúdos adicionais para o título também estavam programados para 2023 e 2024. O documento foi elaborado antes da aquisição da ZeniMax pela Microsoft em 2021, mas o jogo permaneceu em produção e foi revelado na Xbox Games Showcase de 2024 como Doom: The Dark Ages, lançado em 2025.

## Recepção
Em 1996, a Next Generation classificou a série como o 19º melhor jogo de todos os tempos, destacando que "apesar das centenas de títulos imitadores, ninguém conseguiu igualar o clássico pulsante original da id." Em 1999, a Next Generation listou a série Doom como número 25 em sua lista dos "50 Melhores Jogos de Todos os Tempos", comentando que, "apesar dos avanços gráficos desde o lançamento de Doom, os pixelados Barons of Hell e Cyber Demons continuam entre as coisas mais assustadoras que podem aparecer na sua tela."
O protagonista sem nome da série, um fuzileiro espacial, recebeu uma recepção majoritariamente positiva. Em 2009, a GameDaily incluiu "o Marine" em sua lista de "dez heróis de jogos que falham nas coisas simples" devido à sua incapacidade de olhar para cima e para baixo na série original. A UGO Networks o classificou em quarto lugar em sua lista de 2012 dos melhores protagonistas silenciosos dos videogames, destacando sua coragem em continuar em silêncio mesmo enfrentando o exército do Inferno. Em 2013, a Complex posicionou Doomguy em 16º lugar em sua lista dos maiores soldados dos videogames, chamando-o de "o fuzileiro espacial original dos videogames" e "um dos clássicos protagonistas silenciosos". Tanto a CraveOnline quanto a VGRC o classificaram como o quinto personagem masculino mais "durão" na história dos videogames.
Ao longo dos anos, o jogo tornou-se um ícone também pela sua adaptabilidade tecnológica. Com o seu código-fonte liberado em 1997, o jogo tem sido adaptado para rodar em diversas plataformas, praticamente "qualquer coisa com tela". Como, por exemplo, testes de gravidez, caixas eletrônicos, escovas de dentes elétricas, termostatos e calculadoras, entre outros.

### Vendas
O Doom original vendeu 3,5 milhões de cópias físicas e 1,15 milhão de cópias de shareware entre seu lançamento em 1993 e 1999. Doom II vendeu 1,55 milhão de cópias de todos os tipos nos Estados Unidos no mesmo período, com cerca de um quarto desse número também vendido na Europa, totalizando aproximadamente 5 a 6 milhões de vendas para a duologia original. Doom 3 vendeu 3,5 milhões de cópias, juntamente com muitas cópias do pacote de expansão Resurrection of Evil, entre seu lançamento em 2004 e 2007, tornando-se o jogo mais bem-sucedido da série até então. O reboot de 2016 vendeu mais de 2 milhões de cópias apenas para PC entre seu lançamento em maio de 2016 e julho de 2017.

## Jogos Publicados

### Série principal
- Doom (1993)
- The Ultimate Doom (1995)
- Doom II: Hell on Earth (1994)
- Master Levels for Doom II (1995)
- Doom 3 (2004)
- Doom 3: Resurrection of Evil (2005)
- Doom 3 BFG Edition (2012)
- Doom (2016)[68]
- Doom Eternal (2020)
- Doom: The Dark Ages (2025)

### Spin-offs
- Final Doom (1996)
- Doom 64 (1997)[69]
- Doom RPG (2005)
- Doom Resurrection (2009)
- Doom II RPG (2009)
- DoomRL (2013)
- Doom VFR (2017)
- Doom 3: VR Edition (2021)
- Mighty Doom (2023)